# Сан-Виталиано
Сан-Виталиано (итал. San Vitaliano) — коммуна в Италии, располагается в регионе Кампания, в провинции Неаполь.
Население составляет 5564 человека, плотность населения составляет 1113 чел./км². Занимает площадь 5 км². Почтовый индекс — 80030. Телефонный код — 0810.
Покровителем населённого пункта считается святой Виталиан из Капуи. Праздник ежегодно празднуется 16 июля.